# Sidsel Endresen

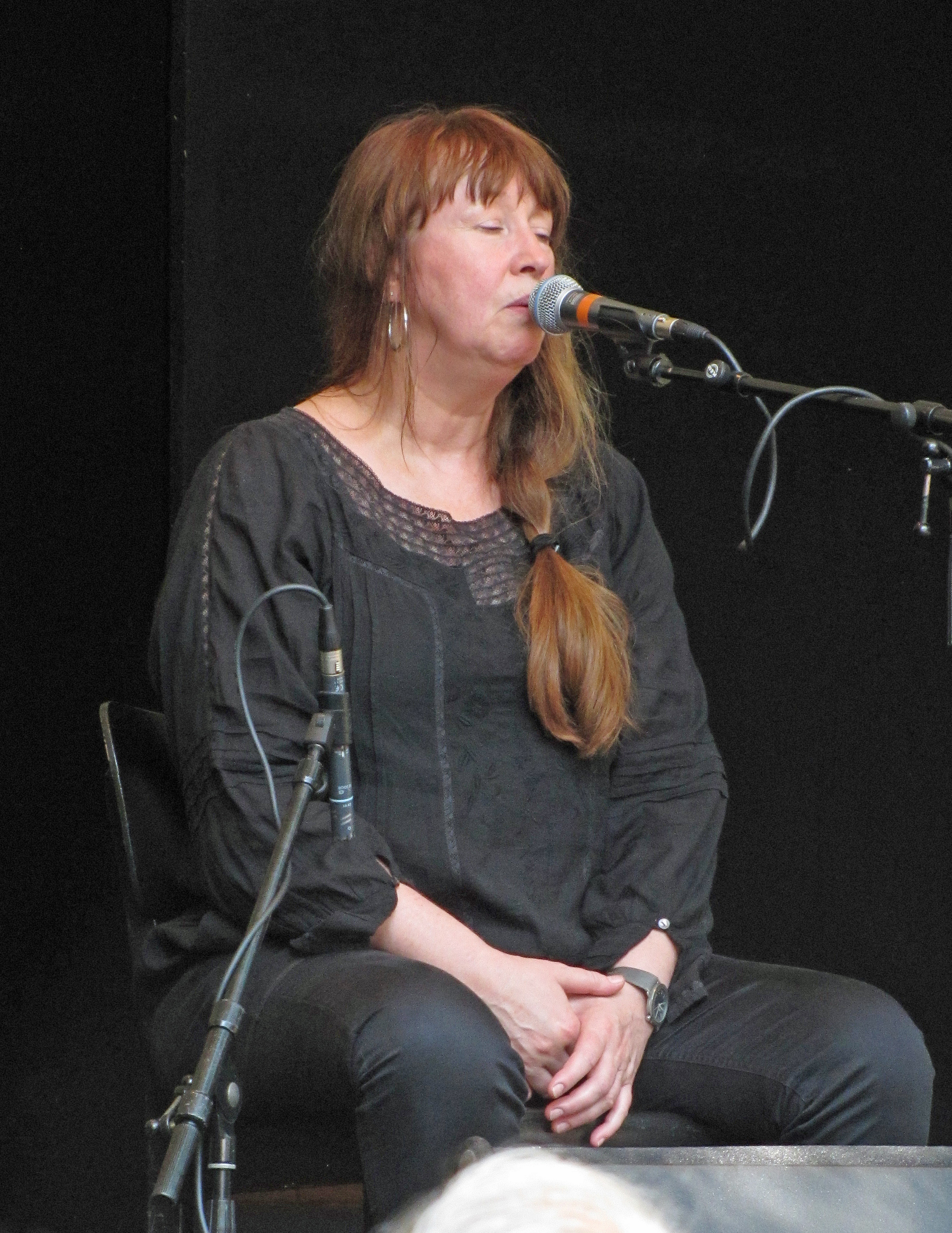
Sidsel Endresen 2010

Sidsel Endresen (nacida el 19 de junio de 1952 en Noruega) es una cantante de jazz. Ha trabajado en géneros musicales diversos aparte del jazz, incluyendo música clásica contemporánea y "performances" multimediales, colaborado con poetas noruegos y trabajado extensivamente la voz como instrumento solista.
Entre los años 1981 y 1987, Sidsel trabajó como cantante y coescritora del "Jon Eberson Group". Juntos hicieron cinco CD y ganaron dos premios "Grammy" noruegos.
El año 1989 Sidsel firmó para el sello ECM donde hizo 2 CD como solista, "So I Write" (1990) y "Exile" (1994), que le significaron reconocimiento internacional. Ambos CD contaron con la colaboración de Django Bates, Jon Christensen y Nils Petter Molvær, y "Exile" además con David Darling y Bugge Wesseltoft.
El año 1993, a dúo con el tecladista Bugge Wesseltoft, realizaron 2 CD - "Nightsong" y "Duplex Ride", ambos Curling Legs/ACT. "Duplex Ride" ganó el "Grammy" noruego el año 1998.
Desde 1995 a 1999 hizo el trío de voces improvisadas ESE junto a Elin Rosseland y Eldbjørg Raknes. El trío escribió piezas comisionadas para el festival europero Vossa Jazz el año 1996, NRK el 1997 y realizó el CD "GACK" (Jazzland/Kemistri 1999).
En el 1999, colaboró con el compositor Rolf Wallin como solista y cocompositora en la opera de una mujer "Lautleben" (interpretada en Última 1999, Festspillene i Bergen 2000, Stockholm 2001 y en UK, 2001).
El 2000 escribió la música para el film de Runi Langum "Expedition".
Años 2000 a 2002: dirige el proyecto "Undertow" (Jazzland Rec. 2000) junto a Audun Kleive, Patrick Shaw Iversen, Roger Ludvigsen, Bugge Wesseltoft y Nils Petter Molvær. Tour en Noruega y Europa.
Marzo de 2002: CD en Jazzland/Universal: "Out here. In there.".